# Châtellerault
Châtellerault (uttal (fil)) är en stad och kommun i departementet Vienne i regionen Nouvelle-Aquitaine i västra Frankrike. Staden ligger norr om Poitou och Touraine.  Kommunen är chef-lieu över 3 kantoner som tillhör arrondissementet Châtellerault. År 2022 hade Châtellerault 31 105 invånare.

## Befolkningsutveckling
Antalet invånare i kommunen Châtellerault
| Referens: INSEE |

## Kända personer
- Aenor av Châtellerault
- Clément Janequin, tonsättare
- Rodolphe Salis (Le Chat Noir)
- Jean-Pierre Thiollet, essäist och författare
- Sylvain Chavanel, tävlingscyklist